# Битва при Колле-ди-Валь-д’Эльса
Битва при Колле-ди-Валь-д’Эльса — сражение, состоявшееся 16 и 17 июня 1269 года близ Колле-ди-Валь-д’Эльса между гибеллинскими войсками Сиены и гвельфскими войсками Карла Анжуйского и Флоренции.

## Предыстория
После битвы при Монтаперти 4 сентября 1260 года, когда сиенские гибеллины одержали победу над флорентийскими гвельфами, их успехи вскоре были прерваны высадкой Карла Анжуйского в мае 1265 года, его победой над Манфредом при Беневенто в 1266 году и гибелью последнего Гогенштауфена — Конрадина после разгрома при Тальякоццо в 1268 году. Гибеллины во главе с графом Гвидо Новелло бежали из Флоренции, и тосканские города один за другим стали переходить в лагерь гвельфов. Флорентийские гибеллины нашли пристанище в Сиене и Пизе, а большая часть сиенских гвельфов — в городе Колле-ди-Валь-д’Эльса, откуда начали совершать вылазки против своих сиенских противников.

## Битва
В июне 1269 года капитан Провенцано Сальвани и граф Гвидо Новелло во главе войска из 1400 всадников и 8000 пехоты, включавшего сиенцев, пизанцев, флорентийских изгнанников и остатки германской армии Конрадина, подошли к Колле с востока и расположились на левом берегу реки Эльcы.
Когда весть об этом достигла Флоренции, 800 всадников под командованием Жана Брито, викария Карла Анжуйского, выступили в Колле-ди-Валь-д’Эльса, а вскоре за ними — флорентийская пехота, не успевшая, правда, прибыть на поле боя вовремя.
Увидев приближение войска гвельфов, гибеллины решили передислоцироваться, чтобы занять более выгодную позицию, беспечно полагая, что им незачем опасаться сравнительно малочисленного соперника до подхода его основных сил. Однако, кавалерия Брито внезапно атаковала их одновременно с гвельфами из крепости Колле, ударившими с противоположной стороны.
Битва была короткой, но кровопролитной. Сиенцы были разбиты. Граф Гвидо Новелло бежал. Провенцано Сальвани был убит своим личным врагом Каволино Толомеи. Его отрубленную голову, подняв на пику, пронесли через весь лагерь.

## Последствия
После поражения при Колле сиенские гибеллины, лишившиеся своего лидера — Провенцано, недолго могли оказывать сопротивление. От этого удара они уже не оправились. Началась эпоха доминирования Флоренции.
Сражение при Колле нашло отражение в «Божественной комедии» Данте («Чистилище», XIII 115—123).